# Špionážní film

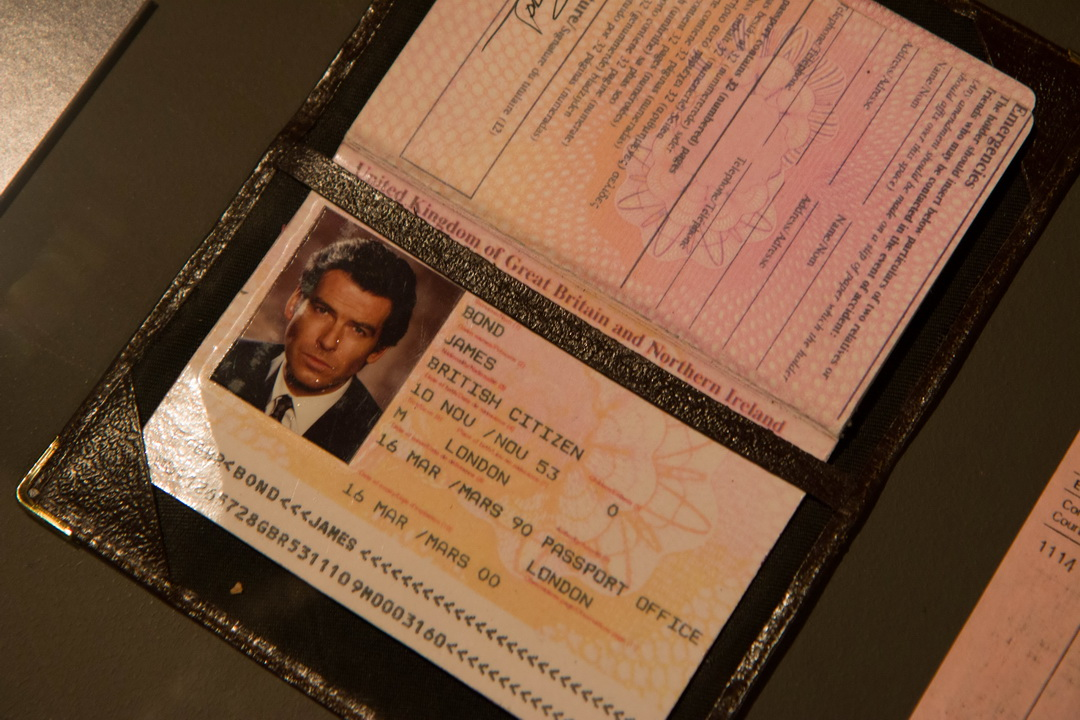
Průkaz agenta Jamese Bonda s podobiznou Pierce Brosnana v londýnském filmovém muzeu

Špionážní film (též špionský film nebo špionážní thriller) je filmový žánr zaměřený na tematiku špionáže, tajných služeb, mezinárodního zpravodajství a infiltrace. Děj těchto filmů obvykle sleduje agenty, dvojité agenty, rozvědné operace, konspirace a související morální nebo politické dilema. Důraz se klade na napětí, intriky, dějové zvraty a někdy i na technické prostředky (tzv. gadgety) a akční scény.

## Dějiny
Kořeny žánru sahají do meziválečného a válečného filmu 20. století, s ranými tématy invaze, sabotáže a mezinárodních spiknutí. Obohacování detektivních dramat o špionážní tematiku se v kinematografii objevovalo už v průběhu první světové války. Tehdejší snímky ještě částečně vycházely z literární tradice takzvané invazní literatury, což byl původně britský žánr, který zažíval největší rozmach mezi lety 1871 a 1914.
Za jeden ze základních kamenů žánru je považován film Špioni (1928) režiséra Fritze Langa, který se proslavil mimo jiné snímkem Metropolis. Jeho Špioni se vyznačovali na svou dobu poměrně inovativním vyprávěním s nechronologickou strukturou a objevovala se v nich řada postupů, klišé a atributů spojovaných s později rozšířeným pojetím špionážního filmu, jako byl ďábelský superpadouch zosobněný prospěchářským nehumanistickým šéfem kriminální sítě, femme fatale či označování agentů čísly.

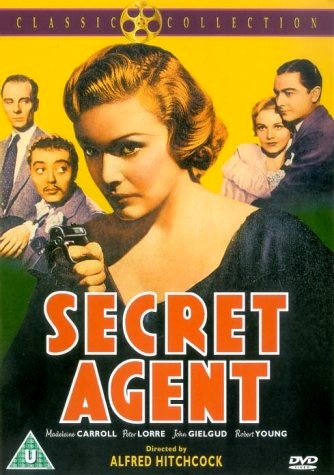
Snímek plakátu k filmu Alfeda Hitchcocka Secret Agent (1936)

Výrazný vliv na formování žánru pak měla britská škola thrillerů 30. a 40. let, zejména filmy Alfreda Hitchcocka jako 39 stupňů (1935) nebo Cizinci ve vlaku (1951). Studená válka posléze přesunula pozornost k ideologické špionáži, dvojitým agentům a mezinárodním intrikám, často v adaptacích literárních předloh autorů jako John le Carré (např. Jeden musí z kola ven) nebo Ian Fleming (tvůrce Jamese Bonda).
Od 21. století se do žánru dostávaly motivy kyberšpionáže, globálních sítí a hybridních hrozeb.

### Český a československý film
V českém a československém filmu se motivy špionáže objevovaly spíše sporadicky a často byly ovlivněny politickým kontextem své doby. Špionážní tematika se prosazovala zejména ve dvou obdobích. V 50. a 60. letech 20. století byla spojena s dobovou ideologickou zakázkou a často reflektovala narativ studené války z pohledu východního bloku, špionáž se spojovala s válečnou či protifašistickou tematikou. Podle Ivana Klimeše bylo možno chápat československý špionážní film 50. let jako ideologizovaný detektivní film, přičemž k transformaci detektivky ve špionážní drama sloužily prostředky jako identifikace a vyrovnání se se záškodníkem, špionem či „včerejším člověkem“.
V 70. a 80. letech se pak žánr mísil s kriminálním a dobrodružným filmem. Některé snímky pracovaly s prostředím vojenské rozvědky nebo tajných operací, jiné čerpaly inspiraci z literatury. Po roce 1989 se český špionážní film jako samostatný žánr výrazněji neprofiloval. Motivy tajných služeb se objevovaly spíše v televizní tvorbě či dokumentárních rekonstrukcích, případně ve filmech využívajících špionážní zápletku jen jako dílčí prvek v rámci širšího žánru, například politického thrilleru či historického dramatu.

## Charakteristika
Mezi časté motivy patří tajné operace, záměny identit, dvojí loajalita, zrada, práce pod krytím, síť kontaktů a odhalování státních či korporátních konspirací. Filmy rovněž často zkoumají etické otázky — hranici mezi vlastenectvím a kriminalitou, cenu utajování a důsledky manipulace informací. Stylově se v žánru objevují prvky noiru, politického dramatu i akčního filmu.

## Příklady filmů

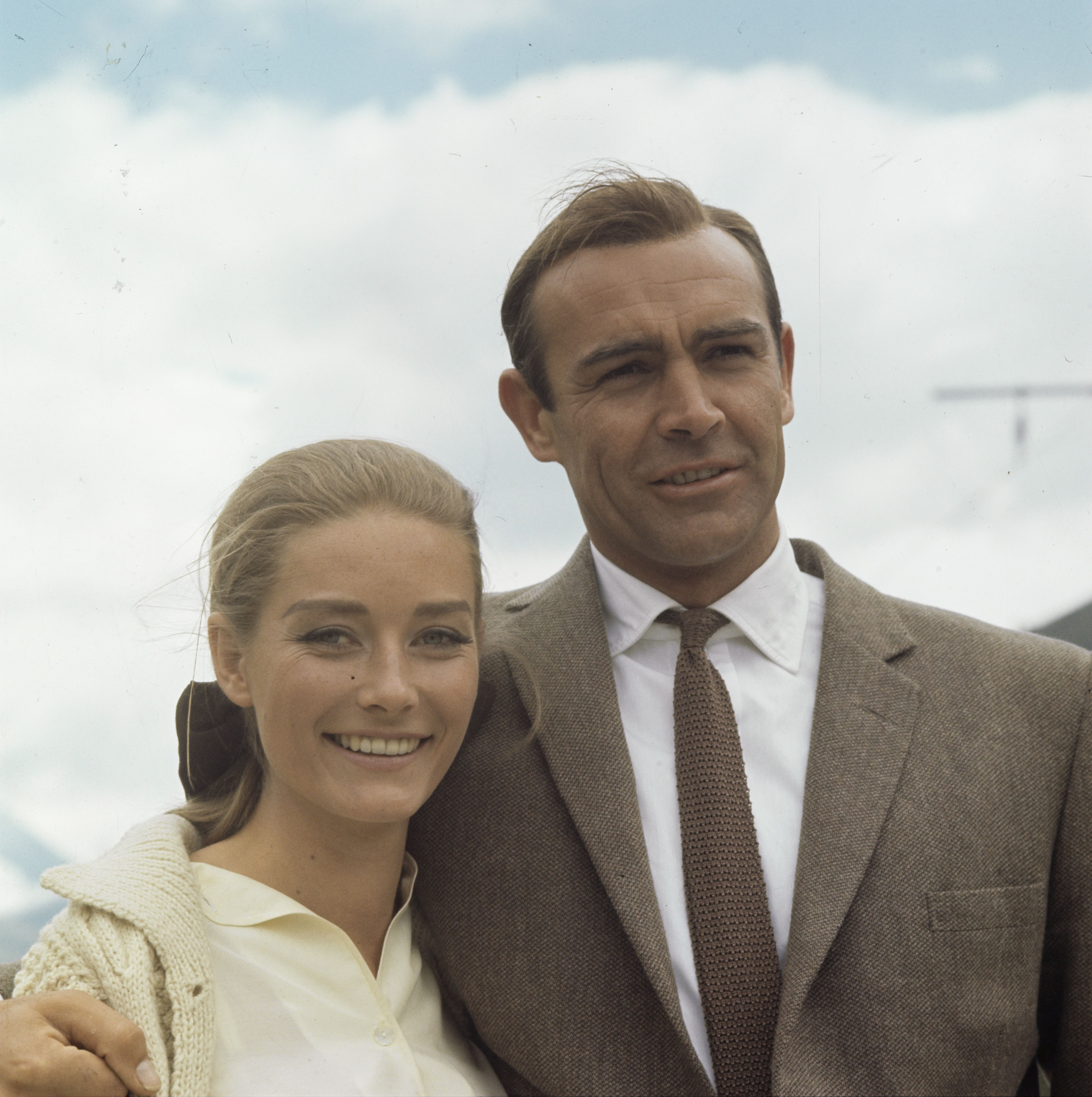
Sean Connery jako James Bond a Tania Mallet jako Tilly Masterson ve filmu Goldfinger (1964)

Mezi významné příklady špionážních filmů patří mimo jiné:
- Dr. No (1962, režie Terence Young) – první film ze série o agentu Jamesi Bondovi podle románu Iana Fleminga
- Špión, který přišel z chladu (1965, režie Martin Ritt) – adaptace románu Johna le Carrého
- Pravdivé lži (1994, režie James Cameron) – remake francouzského komediálního filmu Podtrženo, sečteno! (1991)
- Mission: Impossible (1996, režie Brian De Palma) – úvod moderní akčně-špionážní série
- Agent bez minulosti (2002, režie Doug Liman) – úvod do série o Jasonu Bourneovi, volně založený na románu Roberta Ludluma
- Kingsman: Tajná služba (2014, režie Matthew Vaughn) – akční film ve stylu bondovek s komediálními prvky
- Most špiónů (2015, režie Steven Spielberg) – historické drama s prvky špionážního filmu o aféře U-2
- Jeden musí z kola ven (2011, Tinker Taylor Soldier Spy, režie Tomas Alfredson) – drama podle bestselleru Johna Le Carrého
- Tenet (2020, režie Christopher Nolan) – špionážní sci-fi thriller pracující s prvky bondovek

České a československé
- Případ Z-8 (1949, režie Miroslav Cikán)
- Páté oddělení (1960, režie Jindřich Polák) – drama o souboji kontrarozvědky s domácími agenty americké špionážní sítě
- Anděl blažené smrti (1965, režie Štěpán Skalský) – dobové špionážní drama o pátrání po archivu ukrytém nacisty na sklonku druhé světové války
- Konec agenta W4C prostřednictvím psa pana Foustky (1967, režie Václav Vorlíček) – komedie parodující bondovky
- Rukojmí v Bella Vista (1980, režie Jiří Sequens) – thriller s prvky špionáže navazující na televizní příběhy Majora Zemana
- Česká spojka (2002, režie Joel Schumacher) – americko-český film s Anthonym Hopkinsem v roli vysloužilého agenta CIA
- Krycí jméno Holec (2016, režie Franz Novotny) – česko-rakouské historické špionážní drama na motivy povídky Jana Němce Italská spojka